# Jacek Koman
Jacek Koman (n. Bielsko-Biala, Slaskie, 15 de agosto de 1956) es un actor polaco-australiano, conocido por sus numerosas participaciones en televisión, cine y teatro.

## Biografía
Jacek nació en Polonia pero en 1982 se mudó a Australia con su familia. Tiene un hermano llamado Tomek Koman. Jacek conoció a la actriz Catherine McClements en Melbourne y más tarde se casaron en 1989. La pareja tuvo su primera hija Clementine Coco Koman en julio del 2001 y más tarde en mayo del 2007 tuvieron un hijo Quincy Koman.

## Carrera
Desde el 2004 Koman es el vocalista principal de una banda llamada "VulgarGrad", que toca música de estilo ruso. 
En el 2001 Jacek cantó "Le Tango De Roxanne" en la película australiana Moulin Rouge!.
En el 2008 apareció en las películas Defiance donde interpretó a Konstanty "Koscik" Kozlowski junto a Daniel Craig y en Australia donde interpretó a Ivan junto a Hugh Jackman y Nicole Kidman. Ese mismo año apareció como invitado en la serie Waking the Dead.
En el 2010 apareció en la serie policíaca City Homicide dando vida a Andro Budjman.
En el 2011 apareció como invitado en varios episodios de las series Small Time Gangster, East West 101 donde dio vida a Roman Wisniewski y en Spirited interpretando a Potter.
En el 2012 apareció como invitado en la serie Miss Fisher's Murder Mysteries donde interpretó al señor Merton.
En el 2013 apareció como invitado en la miniserie Top of the Lake donde interpretó Wolfgang "Wolfie" Zanic.

## Filmografía

### Series de televisión
| Año             | Título                         | Personaje               | Notas                                   |
| --------------- | ------------------------------ | ----------------------- | --------------------------------------- |
| 2018 - presente | Tidelands                      | Gregori Stolin          |                                         |
| 2018            | Wrong Kind of Black            | Rudi                    | 3 episodios - miniserie                 |
| 2016 - 2018     | Jack Irish                     | Orton                   | 9 episodios                             |
| 2017            | Mustangs FC                    | Danny                   | 13 episodios                            |
| 2017            | The Warriors                   | Fast Freddy             | 3 episodios                             |
| 2017            | Seven Types Of Ambiguity       | Gideon Pozniak          | episodio "Gina"                         |
| 2016 - 2017     | Doctor Doctor                  | Trevor                  | 4 episodios                             |
| 2015            | Prokurator                     | Kazimierz Proch         | 10 episodios                            |
| 2014            | Wataha                         | Robert Korda            | 3 episodios                             |
| 2012 - 2014     | Lekarze                        | Leon Jasinski           | 60 episodios                            |
| 2013            | The Doctor Blake Mysteries     | Miroslav Gorski         | episodio "If the Shoe Fits"             |
| 2013            | Top of the Lake                | Wolfgang "Wolfie" Zanic | 2 episodios                             |
| 2012            | Hotel 52                       | Wiktor Prus             | 10 episodios                            |
| 2012            | Miss Fisher's Murder Mysteries | Mr. Merton              | episodio "Murder on the Ballarat Train" |
| 2011            | Spirited                       | Potter                  | 4 episodios                             |
| 2011            | East West 101                  | Roman Wisniewski        | 2 episodios                             |
| 2011            | Small Time Gangster            | Artie                   | 2 episodios                             |
| 2010            | City Homicide                  | Andro Budjman           | episodio "Twilight Zone"                |
| 2010            | Ratownicy                      | Piotr Rojek             | -                                       |
| 2010            | Usta usta                      | Pawel Sliwinski         | episodio # 1.5                          |
| 2009            | Rush                           | Anton Buczek            | episodio # 2.12                         |
| 2008            | Waking the Dead                | Jovan Petropecic        | 2 episodios                             |
| 2006            | Tripping Over                  | Magnus                  | 6 episodios                             |
| 2005            | Mary Bryant                    | -                       | miniserie - episodio # 1.2              |
| 2003            | MDA                            | Dr. Mikhail Varonio     | episodio "Pas De Deux"                  |
| 2003            | Stingers                       | Daniel Tedesco          | episodio "Acts of Love"                 |
| 2002            | The Secret Life of Us          | Dominic                 | 14 episodios                            |
| 1998            | Search for Treasure Island     | Don Grego               | 4 episodios                             |
| 1998            | Wildside                       | Barry Lipinski          | episodio # 1.30                         |
| 1997            | Simone de Beauvoir's Babies    | Ryko                    | miniserie                               |
| 1996            | Twisted Tales                  | -                       | episodio "Bonus Mileage"                |
| 1993            | Phoenix                        | Steward                 | episodio "Snow Job"                     |
| 1993            | Snowy                          | Jenda                   | -                                       |

### Películas
| Año  | Título                            | Personaje                    | Notas                                                                                                 |
| ---- | --------------------------------- | ---------------------------- | --- |
| 2014 | Son of a Gun                      | -                            | junto a Ewan McGregor, Alicia Vikander, Brenton Thwaites, Nash Edgerton y Matthew Nable               |
| 2013 | El gran Gatsby                    | -                            | junto a Leonardo DiCaprio, Joel Edgerton, Vince Colosimo y Felix Williamson                           |
| 2013 | Shopping                          | -                            | junto a Kevin Paulo, Julian Dennison y Alistair Browning                                              |
| 2011 | Ghost Rider: Espíritu de Venganza | Terrokov                     | junto a Nicolas Cage, Ciarán Hinds, Idris Elba, Anthony Head y Vincent Regan                          |
| 2011 | The Hunter                        | Hombre                       | junto a William Dafoe, Sam Neill, Frances O'Connor, Sullivan Stapleton, Dan Wyllie y Callan Mulvey    |
| 2010 | Kolysanka                         | Kaminski                     | junto a Robert Wieckiewicz, Malgorzata Buczkowska y Janusz Chabior                                    |
| 2010 | Lonesdale                         | -                            | junto a Rade Serbedzija, Daniela Farinacci y Chantal Contouri                                         |
| 2009 | Kochaj i tancz                    | Jan Kettler                  | junto a Mateusz Damiecki, Izabella Miko, Violetta Arlak y Anna Bosak                                  |
| 2008 | Defiance                          | Konstanty "Koscik" Kozlowski | junto a Daniel Craig, Liev Schreiber, Jamie Bell, Mia Wasikowska y Tomas Arana                        |
| 2008 | Australia                         | Ivan                         | junto a Nicole Kidman, Hugh Jackman, David Wenham y Bryan Brown                                       |
| 2008 | The Funk                          | Narrador                     | corto - junto a Steve Adams y Trudy Hellier                                                           |
| 2007 | Romulus, My Father                | Vacek                        | junto a Eric Bana, Franka Potente, Marton Csokas, Kodi Smit-McPhee y Russell Dykstra                  |
| 2006 | Tsunami: The Aftermath            | Peer                         | junto a Tim Roth, Chiwetel Ejiofor, Sophie Okonedo, Hugh Bonneville, Gina McKee y Toni Collette       |
| 2006 | HG Wells: War with the World      | Maxim Gorky                  | junto a Michael Sheen, Sally Hawkins, Dermot Crowley, Branka Katic y Michael Cochrane                 |
| 2006 | Children of Men                   | Tomasz                       | junto a Clive Owen, Michael Caine, Chiwetel Ejiofor, Julianne Moore, Charlie Hunnam y Danny Huston    |
| 2005 | Life                              | Franco Cardamone             | junto a Vince Colosimo, Jane Hall, Genevieve O'Reilly, Damian Walshe-Howling y Nadia Townsend         |
| 2004 | Floodhouse                        | Anselm                       | junto a Catherine McClements, Aaron Pedersen y Brendan Cowell                                         |
| 2003 | Horseplay                         | Roman                        | junto a Hugo Weaving, Jason Donovan, Natalie Mendoza, Abbie Cornish y Marcus Graham                   |
| 2001 | Moulin Rouge!                     | Argentino                    | junto a Nicole Kidman, Ewan McGregor, Richard Roxburgh, Nash Edgerton y Kip Gamblin                   |
| 1999 | 117                               | Hombre                       | corto - junto a Rebecca Hamilton, Andrew Crabbe y Basil Clarke                                        |
| 1998 | The Sound of One Hand Clapping    | Picotti                      | junto a Kerry Fox, Essie Davis, Kristof Kaczmarek y Julie Forsyth                                     |
| 1997 | Thank God He Met Lizzie           | Raoul                        | junto a Richard Roxburgh, Cate Blanchett, Frances O'Connor y Celia Ireland                            |
| 1996 | What I Have Written               | Jeremy Fliszar               | junto a Martin Jacobs, Gillian Jones, Angie Milliken y Julie Forsyth                                  |
| 1994 | Lucky Break                       | Det. Yuri Borodinoff         | junto a Gia Carides, Anthony LaPaglia, Rebecca Gibney, Robyn Nevin y Marshall Napier                  |
| 1994 | Redheads                          | Abogado                      | junto a Claudia Karvan, Anthony Phelan y Catherine McClements                                         |
| 1991 | Hunting                           | Mayordomo de Bergman         | junto a John Savage, Kerry Armstrong, Jeffrey Thomas, Guy Pearce, Rebecca Rigg y Nicholas Bell        |
| 1991 | Holidays on the River Yarra       | Mercenario                   | junto a Craig Adams, Luke Elliot, Alex Menglet y Claudia Karvan                                       |
| 1989 | Darlings of the Gods              | Miembro de la Compañía       | junto a Anthony Higgins, Jerome Ehlers y Rhys McConnochie                                             |
| 1988 | The Four Minute Mile              | Emil Zatopek                 | junto a Adrian Rawlins, John Philbin, Michael York, Lewis Fitz-Gerald, Adrian Dunbar y Richard Wilson |
| 1979 | Bezposrednie polaczenie           | Slawek Tietz                 | junto a Ewa Zukowska, Wlodzimierz Press, Helena Kaminska y Halina Machulska                           |

### Teatro
| Año  | Obra                       | Personaje        | Director           | Teatro                        | Notas                                                           |
| ---- | -------------------------- | ---------------- | ------------------ | ----------------------------- | --------------------------------------------------------------- |
| 2005 | Cruel and Tender           | General          | Julian Meyrick     | Melbourne Theatre Company     | junto a Catherine McClements, Colin Moody y Kim Gyngell         |
| 2004 | A Midsummer Night's Dream  | Nick Bottom      | Benedict Andrews   | Belvoir St Theatre            | junto a Helen Buday, Tim Draxl, Anthony Phelan y Nathan Page    |
| 2004 | Ladybird                   | -                | Neil Armfield      | Belvoir St. Theatre           | junto a Leeanna Walsman, Toby Schmitz y Rebecca Massey          |
| 2003 | Macbeth                    | Macbeth          | Michael Kantor     | Belvoir St Theatre            | junto a Catherine McClements y Socratis Otto                    |
| 2003 | Endgame                    | Hamm             | Benedict Andrews   | Sydney Theatre                | junto a Peter Carroll, Lynne Murphy y Matthew Whittet           |
| 2001 | Emma's Nose                | Wilhelm Fliess   | Neil Armfield      | Belvoir St Theatre            | junto a Meaghan Davies y Tyler Coppin                           |
| 2000 | The Marriage of Figaro     | Figaro           | Neil Armfield      | Belvoir St Theatre            | junto a Leah Purcell, Peter Whitford y John Leary               |
| 1999 | As You Like It             | Jacques          | -                  | Belvoir St Theatre            | junto a Deborah Mailman, Aaron Blabey y Bob Maza                |
| 1998 | The Caucasian Chalk Circle | Azdac            | -                  | Belvoir St Theatre            | -                                                               |
| 1998 | Fred                       | -                | Mary-Anne Gifford  | -                             | junto a Matt Day, Claudia Karvan y Jacki Weaver                 |
| 1995 | Mariage Blanc              | -                | Suzanne Chaundy    | Napier St. Theatre            | junto a Chris Corbett, Alice Garner, Greg Saunders y Ian Scott  |
| 1995 | The Tempest                | -                | Neil Armfield      | Belvoir St. Theatre           | junto a Cate Blanchett, Jason Clarke, Barry Otto y David Wenham |
| 1995 | The Blind Giant is Dancing | Ramon Gris       | Neil Armfield      | Belvoir St Theatre            | junto a Cate Blanchett, Hugo Weaving y Catherine McClements     |
| 1994 | Hamlet                     | Claudius         | -                  | Belvoir St Theatre            | junto a Cate Blanchett, Geoffrey Rush y Jason Clarke            |
| 1994 | Blue Murder                | Blue             | -                  | Belvoir St Theatre            | junto a Lucy Bell, Sacha Horler y Rebecca Frith                 |
| 1994 | Angels in America          | Roy Cohn         | -                  | Playhouse Theatre             | junto a Catherine McClements                                    |
| 1993 | Faust                      | -                | Barrie Kosky       | Russell St. Theatre           | junto a Melita Jurisic, Barry Otto, Tyrone Landau y Tom Wright  |
| 1992 | Gulliver's Travels         | -                | Terence O'Connell  | Ford Theatre                  | junto a Jenny Castles, Merridy Eastman y Andrew McFarlane       |
| 1991 | The Marriage of Figaro     | -                | Jean-Pierre Mignon | -                             | junto a Reg Evans, Julie Forsyth, Barry Otto y Pamela Rabe      |
| 1990 | Peer Gynt                  | -                | Jean-Pierre Mignon | Universal Theatre             | junto a Julie Forsyth, John Howard y Robert Menzies             |
| 1990 | Nothing Sacred             | -                | Roger Hodgman      | Playhouse Theatre             | junto a John Dicks, John Howard, Helen Morse y Doris Younane    |
| 1989 | The Maids                  | Solange          | -                  | Anthill Theatre               | -                                                               |
| 1989 | The Imaginary Invalid      | Cleante          | Jean-Pierre Mignon | Anthill Theatre               | junto a Catherine McClements y Alice Garner                     |
| 1988 | The Cabal of Hypocrites    | Hermano Strength | -                  | -                             | -                                                               |
| 1988 | Moliere                    | -                | Jean-Pierre Mignon | -                             | junto a Michael Bishop, Catherine McClements y Tim Sullivan     |
| 1987 | The Hope                   | Macbeth          | -                  | Arts Centre/Playhouse Theatre | -                                                               |
| 1987 | The Emigrants              | -                | -                  | New Dolphin Theatre           | junto a Alex Menglet                                            |

## Premios y nominaciones
| Año  | Categoría                                            | Premio      | Serie    | Resultado |
| ---- | ---------------------------------------------------- | ----------- | -------- | --------- |
| 2012 | Best Guest or Supporting Actor in a Television Drama | AACTA Award | Spirited | Nominado  |